# Noviant-aux-Prés
Noviant-aux-Prés és un municipi francès situat al departament de Meurthe i Mosel·la i a la regió del Gran Est. L'any 2007 tenia 247 habitants.

## Demografia

### Població
El 2007 la població de fet de Noviant-aux-Prés era de 247 persones. Hi havia 88 famílies, de les quals 16 eren unipersonals (12 homes vivint sols i 4 dones vivint soles), 16 parelles sense fills, 44 parelles amb fills i 12 famílies monoparentals amb fills.
La població ha evolucionat segons el següent gràfic:
Habitants censats

### Habitatges
El 2007 hi havia 95 habitatges, 87 eren l'habitatge principal de la família, 6 eren segones residències i 2 estaven desocupats. 82 eren cases i 13 eren apartaments. Dels 87 habitatges principals, 65 estaven ocupats pels seus propietaris, 18 estaven llogats i ocupats pels llogaters i 4 estaven cedits a títol gratuït; 2 tenien dues cambres, 8 en tenien tres, 20 en tenien quatre i 57 en tenien cinc o més. 56 habitatges disposaven pel capbaix d'una plaça de pàrquing. A 43 habitatges hi havia un automòbil i a 38 n'hi havia dos o més.

### Piràmide de població
La piràmide de població per edats i sexe el 2009 era:
| Homes | Edats   | Dones |
| ----- | ------- | ----- |
| 0     | 95 o +  | 0     |
| 0     | 90 a 94 | 0     |
| 0     | 85 a 89 | 0     |
| 0     | 80 a 84 | 4     |
| 0     | 75 a 79 | 4     |
| 20    | 70 a 74 | 0     |
| 0     | 65 a 69 | 8     |
| 4     | 60 a 64 | 4     |
| 0     | 55 a 59 | 0     |
| 0     | 50 a 54 | 4     |
| 4     | 45 a 49 | 4     |
| 8     | 40 a 44 | 0     |
| 8     | 35 a 39 | 8     |
| 8     | 30 a 34 | 12    |
| 12    | 25 a 29 | 8     |
| 8     | 20 a 24 | 0     |
| 0     | 15 a 19 | 0     |
| 4     | 10 a 14 | 0     |
| 16    | 5 a 9   | 12    |
| 12    | 0 a 4   | 16    |

## Economia
El 2007 la població en edat de treballar era de 146 persones, 102 eren actives i 44 eren inactives. De les 102 persones actives 95 estaven ocupades (60 homes i 35 dones) i 7 estaven aturades (2 homes i 5 dones). De les 44 persones inactives 10 estaven jubilades, 13 estaven estudiant i 21 estaven classificades com a «altres inactius».

### Ingressos
El 2009 a Noviant-aux-Prés hi havia 85 unitats fiscals que integraven 255,5 persones, la mediana anual d'ingressos fiscals per persona era de 14.951 €.

### Activitats econòmiques
Dels 15  establiments que hi havia el 2007, 2 eren d'empreses de fabricació d'altres productes industrials, 4 d'empreses de construcció, 2 d'empreses de comerç i reparació d'automòbils, 1 d'una empresa financera, 5 d'empreses de serveis i 1 d'una empresa classificada com a «altres activitats de serveis».
Dels 3 establiments de servei als particulars que hi havia el 2009, 1 era un guixaire pintor i 2 lampisteries.
L'any 2000 a Noviant-aux-Prés hi havia 7 explotacions agrícoles que ocupaven un total de 868 hectàrees.

## Equipaments sanitaris i escolars
El 2009 hi havia una escola elemental integrada dins d'un grup escolar amb les comunes properes formant una escola dispersa.

## Poblacions més properes
El següent diagrama mostra les poblacions més properes.